# Calliopsis edwardsii
Calliopsis edwardsii är en biart som beskrevs av Cresson 1878. Calliopsis edwardsii ingår i släktet Calliopsis och familjen grävbin. Inga underarter finns listade.